# Landkreis Springe
Der Landkreis Springe war bis 1974 ein Landkreis im Regierungsbezirk Hannover in Niedersachsen.

## Geografie
| Lage des Kreises Springe in der Provinz Hannover (1905) | Lage des Kreises Springe in der Provinz Hannover (1905) |
| ------------------------------------------------------- | ------------------------------------------------------- |
|                                                         |                                                         |

### Gliederung des Landkreises
Die folgende Tabelle listet alle Gemeinden, die dem Landkreis Springe angehörten, mit ihrer Einwohnerzahl von 1961 sowie alle Eingemeindungen:
| Gemeinde                     | Ew. 1961 | eingemeindet nach                  | Datum der Eingemeindung | Anmerkung                                           |
| ---------------------------- | -------- | ---------------------------------- | ----------------------- | --------------------------------------------------- |
| Adensen                      | 826      | Nordstemmen (Landkreis Hildesheim) | 1. März 1974            |                                                     |
| Alferde                      | 498      | Springe                            | 1. März 1974            |                                                     |
| Altenhagen I                 | 1.284    | Springe                            | 1. März 1974            |                                                     |
| Altenhagen II                | 342      | Messenkamp                         | 1. März 1974            |                                                     |
| Alvesrode                    | 554      | Springe                            | 1. März 1974            |                                                     |
| Bad Münder am Deister, Stadt | 7.680    |                                    |                         | am 1. März 1974 zum Landkreis Hameln-Pyrmont        |
| Bakede                       | 1.405    | Bad Münder                         | 1. Januar 1973          |                                                     |
| Beber                        | 447      | Bad Münder                         | 1. Januar 1973          |                                                     |
| Bennigsen                    | 2.859    | Springe                            | 1. März 1974            |                                                     |
| Böbber                       | 198      | Bad Münder                         | 1. Januar 1973          |                                                     |
| Boitzum                      | 231      | Springe                            | 1. März 1974            |                                                     |
| Brullsen                     | 273      | Bad Münder                         | 1. Januar 1973          |                                                     |
| Egestorf                     | 272      | Bad Münder                         | 1. Januar 1973          |                                                     |
| Eimbeckhausen                | 2.385    | Bad Münder                         | 1. Januar 1973          |                                                     |
| Eldagsen, Stadt              | 3.419    | Springe                            | 1. März 1974            |                                                     |
| Feggendorf                   | 574      | Lauenau                            | 1. März 1974            |                                                     |
| Flegessen                    | 658      | Bad Münder                         | 1. Januar 1973          |                                                     |
| Gestorf                      | 1.466    | Springe                            | 1. März 1974            |                                                     |
| Hachmühlen                   | 851      | Bad Münder                         | 1. Januar 1973          |                                                     |
| Hallerburg                   | 133      | Nordstemmen (Landkreis Hildesheim) | 1. März 1974            |                                                     |
| Hamelspringe                 | 988      | Bad Münder                         | 1. Januar 1973          |                                                     |
| Hasperde                     | 268      | Bad Münder                         | 1. Januar 1973          |                                                     |
| Holtensen                    | 691      | Springe                            | 1. März 1974            |                                                     |
| Hülsede                      | 836      |                                    |                         | am 1. März 1974 zum Landkreis Grafschaft Schaumburg |
| Hüpede                       | 931      | Pattensen                          | 1. März 1974            |                                                     |
| Jeinsen                      | 1.285    | Pattensen                          | 1. März 1974            |                                                     |
| Klein Süntel                 | 223      | Bad Münder                         | 1. Januar 1973          |                                                     |
| Lauenau                      | 2.537    |                                    |                         | am 1. März 1974 zum Landkreis Grafschaft Schaumburg |
| Lauenstadt                   |          | Schulenburg                        | 1929                    |                                                     |
| Lüdersen                     | 882      | Springe                            | 1. März 1974            |                                                     |
| Luttringhausen               | 133      | Bad Münder                         | 1. Januar 1973          |                                                     |
| Meinsen                      | 125      | Hülsede                            | 1. März 1974            |                                                     |
| Messenkamp                   | 572      |                                    |                         | am 1. März 1974 zum Landkreis Grafschaft Schaumburg |
| Milliehausen                 |          | Eimbeckhausen                      | 1929                    |                                                     |
| Mittelrode                   | 374      | Springe                            | 1. März 1974            |                                                     |
| Nettelrede                   | 696      | Bad Münder                         | 1. Januar 1973          |                                                     |
| Neustadt                     | 428      | Hachmühlen                         | 1. Januar 1963          |                                                     |
| Nienstedt                    | 542      | Bad Münder                         | 1. Januar 1973          |                                                     |
| Oerie                        | 285      | Pattensen                          | 1. März 1974            |                                                     |
| Pattensen, Stadt             | 3.791    |                                    |                         | am 1. März 1974 zum Landkreis Hannover              |
| Pohle                        | 883      |                                    |                         | am 1. März 1974 zum Landkreis Grafschaft Schaumburg |
| Rohrsen                      | 292      | Bad Münder                         | 1. Januar 1973          |                                                     |
| Rössing                      | 2.157    | Nordstemmen (Landkreis Hildesheim) | 1. März 1974            |                                                     |
| Schliekum                    | 492      | Sarstedt (Landkreis Hildesheim)    | 1. März 1974            |                                                     |
| Schmarrie                    | 329      | Hülsede                            | 1. März 1974            |                                                     |
| Schulenburg                  | 2.115    | Pattensen                          | 1. März 1974            |                                                     |
| Sorsum                       | 319      | Elze (Landkreis Alfeld (Leine))    | 1. März 1974            |                                                     |
| Springe, Stadt               | 10.207   |                                    |                         | am 1. März 1974 zum Landkreis Hannover              |
| Vardegötzen                  | 290      | Pattensen                          | 1. März 1974            |                                                     |
| Völksen                      | 2.287    | Springe                            | 1. März 1974            |                                                     |
| Waltershagen                 |          | Eimbeckhausen                      | 1929                    |                                                     |
| Wittenburg                   | 792      | Elze (Landkreis Alfeld (Leine))    | 1. März 1974            |                                                     |
| Wülfingen                    | 144      | Elze (Landkreis Alfeld (Leine))    | 1. März 1974            |                                                     |

### Nachbarkreise
Der Landkreis grenzte Anfang 1974 im Uhrzeigersinn im Norden beginnend an die Landkreise Hannover, Hildesheim-Marienburg, Alfeld (Leine), Hameln-Pyrmont und Grafschaft Schaumburg.

## Geschichte
Der Kreis Springe entstand im Zuge der Kreisreform vom 1. April 1885 aus den selbstständigen Städten Eldagsen, Münder und Pattensen sowie den Ämtern Calenberg und Springe. Sitz des Landratsamts wurde die Stadt Springe.
Am 1. April 1942 wurden Teile der Gemeinde Nordstemmen aus dem Landkreis Alfeld (Leine) in den Landkreis Springe eingegliedert. Im Gegenzug wurden Teile der Gemeinde Rössing aus dem Landkreis Springe in den Landkreis Alfeld (Leine) übergeben.
Am 17. Juni 1957 übernahm der Landkreis Springe die Patenschaft für den früheren Kreis Militsch-Trachenberg.
Am 1. Januar 1973 wurden durch die Gebietsreform in Niedersachsen 15 Gemeinden des Kreises in die Stadt Bad Münder am Deister eingemeindet. Am 1. März 1974 wurde der Landkreis Springe, der zuletzt noch 33 Städte und Gemeinden umfasste, aufgelöst:
- Die durch Eingemeindungen deutlich vergrößerten Städte Pattensen und Springe kamen zum Landkreis Hannover
- Die Stadt Bad Münder am Deister kam zum Landkreis Hameln-Pyrmont
- Hülsede, Lauenau, Messenkamp und Pohle kamen zum Landkreis Grafschaft Schaumburg
- Sorsum, Wittenburg und Wülfingen wurden in die Stadt Elze im Landkreis Alfeld (Leine) eingegliedert
- Adensen, Hallerburg und Rössing wurden in die Gemeinde Nordstemmen im Landkreis Hildesheim eingegliedert
- Schliekum wurde in die Stadt Sarstedt im Landkreis Hildesheim eingegliedert[5]

## Einwohnerentwicklung
| Jahr | Einwohner | Quelle      |
| ---- | --------- | ----------- |
| 1890 | 30.771    | [ 3 ]       |
| 1900 | 31.423    | [ 3 ] [ 6 ] |
| 1910 | 31.490    | [ 3 ] [ 6 ] |
| 1925 | 31.636    | [ 3 ]       |
| 1939 | 34.190    | [ 3 ]       |
| 1944 | 34.190    | [ 7 ]       |
| 1946 | 64.951    | [ 3 ]       |
| 1950 | 68.237    | [ 3 ]       |
| 1960 | 61.200    | [ 3 ]       |
| 1969 | 70.500    | [ 3 ]       |
| 1970 | 70.400    | [ 8 ]       |
| 1973 | 74.500    | [ 9 ]       |

## Politik

### Chronik der Landräte
- 1886–1902: Adolf von Bennigsen
- 1902–1924: Arnold von Laer
- 1924–1925: Hellmuth Rademacher
- 1925–1943: Georg Mercker
- 1944–1945: Helmut Freise
- 1946–1948: Otto Wehner (SPD)[10]
- 1948–1949: Wilhelm Remmer (SPD)
- 1949–1951 Fritz Woltmann (DP)
- 1951–1952 Heinrich Pfingsten (DP)
- 1952–1952 Paul Kaschwig (CDU)
- 1952–1953 Otto Siegmann (parteilos)
- 1953–1953 Fritz Vetter (BHE)
- 1953–1953 Ernst Hilliger (parteilos, später CDU)
- 1953–1954 Hermann Seeger (SPD)
- 1954–1956 Ernst Hilliger (CDU)
- 1956–1959: Walter Lichtenberg
- 1959–1974: Wilhelm Böllersen (SPD)

### Wappen
Das Wappen vom Landkreis Springe ist historisch und ist keinem Entwerfer zuzuordnen. Die Genehmigung des Wappens wurde am 30. April 1930 durch das Preußische Staatsministerium erteilt.
| Wappen von Landkreis Springe | Blasonierung: „Auf Silber drei goldbesamte rote Rosen in der Stellung zwei : eins.“ |
| Wappen von Landkreis Springe | Wappenbegründung: Ursprünglich stand fast das ganze Kreisgebiet unter der Herrschaft der Grafen von Hallermunt, teils als Allod und teils als Lehen der Bischöfe von Minden. Aber schon 1300 übernahmen die Welfen die Macht als Landesherren, 1411 durch Kauf die restlichen Eigengüter. Der im Westen des Landkreises gelegene Raum mit Bad Münder gehörte dem Hochstift Minden, bevor er im 13. Jahrhundert ebenfalls den Welfen zufiel. Nach dem Vorbild der Kreisstadt hat der Kreis in sein Hoheitszeichen als Erinnerung an die historischen Gegebenheiten die drei heraldischen Rosen aus dem Wappen des Dynastengeschlechtes der Hallermunt übernommen. Dessen Name ist gleichen Ursprungs wie der alte Name Hallerspring der Stadt. |

## Kfz-Kennzeichen
Am 1. Juli 1956 wurde dem Landkreis bei der Einführung der bis heute gültigen Kfz-Kennzeichen das Unterscheidungszeichen SPR zugewiesen. Es wurde bis zum 28. Februar 1974 ausgegeben.